# Phoxomela umbrosa
Phoxomela umbrosa är en skalbaggsart som beskrevs av Hippolyte Louis Gory och Achille Rémy Percheron 1833. Phoxomela umbrosa ingår i släktet Phoxomela och familjen Cetoniidae. Inga underarter finns listade i Catalogue of Life.